# HMS Hampshire
HMS Hampshire fue una fragata de 38 cañones que perteneceía a la Marina Real británica, construida para la Mancomunidad de Inglaterra por Phineas Pett II en Deptford, y se botó en abril de 1653. Hacia 1677 su armamento aumentó a 46 cañones.
En 1686 Hampshire fue reconstruido en Deptford Dockyard como navío de línea con el mismo número de cañones. Se hundió en activo el 26 de agosto de 1697 en las aguas de la bahía de Hudson, durante la batalla de la bahía de Hudson.